# Akkommodation (Magen)
Als Akkommodation bezeichnet man die Fähigkeit des Magens, sich an verschiedene Füllungszustände anzupassen.
Bereits die Nahrungsaufnahme löst durch Reizung von Mechanorezeptoren in der Speiseröhre und einer daraus resultierenden Aktivierung des Nervus vagus eine kurzzeitige Erweiterung des Magens aus (Vagovagaler Reflex). Der eigentliche Akkommodationsreflex des Magens setzt mit Eintreffen des Nahrungsbreis im Magen ein. Der Reflex wird über Dehnungsrezeptoren in der Magenwand und lokale Verschaltung im vegetativen Nervensystem (Sonnengeflecht) unter Beteiligung des Nervus vagus vermittelt. Dies führt zu einer Abnahme der Wandspannung (Tonus), wodurch bis zu einem Füllungsvolumen von 1,5 l beim erwachsenen Menschen der Innendruck nicht ansteigt.